# Manuel Ibeas
Manuel Ibeas (Pineda de la Sierra, ¿? - Astorga, 7 de junio de 1829) fue un compositor y maestro de capilla español.

## Vida
Se desconoce la fecha en la que Manuel Ibeas nació en Pineda de la Sierra, en la provincia de Burgos. Pero se sabe que ingresó como infante de coro en la capilla de música de la Catedral de Burgos. Su formación de Composición fue bajo la batuta del organista de Burgos, Juan Jordán. Parece que también fue discípulo de Pedro Aranaz. Debió comenzar a componer muy joven, ya que se conserva un villancico suyo fechado en 1761.
De Burgos pasó a ocupar el magisterio de la Colegiata de Alfaro, en La Rioja, hecho que comunicó al cabildo burgalés el 2 de diciembre de 1791. Había conseguido el cargo «por todos los votos» y permaneció allí hasta 1791. Durante su estancia en Alfaro trató de conseguir el magisterio de la Catedral de Salamanca en 1789 sin éxito.
El 2 de diciembre de 1791 fue nombrado maestro de capilla de la Catedral de Santo Domingo de la Calzada sin oposición. Parece que tras la marcha de Pedro Estorcui, el anterior maestro, a Bilbao, el cabildo aceptó directamente el ofrecimiento de Ibeas, «enterado de sus requisitos y circunstancias», sin más gestiones. A pesar de no tener mayores problemas en el cargo, trató de conseguir mejores puestos en diversas ocasiones, probablemente debido al bajo salario de 220 ducados anuales. Así, en abril de 1793 en Palencia; en junio de 1794 en Ávila; en junio de 1795 en Santander y en mayo de 1796 en Calahorra, todas sin éxito. En agosto de 1796 se le aumentó el salario a los 250 ducados anuales, pero no le pareció suficiente al maestro, que continuó buscando un nuevo cargo en Tudela, Albarracín o de nuevo en la Colegiata de Alfaro. En noviembre de 1798 consiguió el magisterio de la Catedral de Santander, con un salario de 600 ducados anuales. A pesar de ello ofreció al cabildo calceatense quedarse si le aumentaban el salario otros 100 ducados anuales más, pero el cabildo no aceptó la oferta, por lo que el magisterio de Santo Domingo de la Calzada quedó vacante. Sin embargo, el cabildo le premió con 100 reales por las composiciones que había realizado allí en su tiempo de maestro de capilla.
De su estancia en Santander no se sabe nada, ya que el archivo musical de la catedral fue destruido en febrero de 1941 en un incendio. Se sabe que durante su estancia se presentó de nuevo a las oposiciones para el magisterio de la Catedral de Calahorra en 1800.
En 1805 se desplazó a Astorga, donde había conseguido el magisterio de la Catedral. Allí se vio envuelto en los sucesos de la Guerra de la Independencia y el 4 de junio de 1811 fue llevado como rehén, junto a otros eclesiásticos, a Valladolid porque el cabildo solo había pagado 18 400 reales de los 50 000 que exigía el duque de Istria para financiar la guerra. El 12 de junio volvió a ser hecho rehén por las tropas francesas para extraer más dinero del obispo. El maestro sobrevivió el peligro, pero el archivo musical de la Catedral de Astroga no tuvo esa suerte y fue destruido en parte por un incendio. Permanecería en Astorga en el cargo hasta su fallecimiento el 7 de junio de 1829.

## Obra
Se conservan numerosísimas obras de Ibeas en Santo domingo de la Calzada y en Astrorga, 130 composiciones y 350 respectivamente. Además, se conservan algunas obras suyas en Burgos y Alfaro, y en la iglesia parroquial de Santa María de Briones. No se conserva ninguna obra en Santander, debido a la destrucción del archivo musical en 1941.